# Y que patatín...y que patatán
Y que patatín... y que patatán  es una película filmada en blanco y negro de Argentina dirigida por Mario Sabato según su propio guion escrito en colaboración con el guion de Mario Mactas que se estrenó el 30 de septiembre de 1971 y que tuvo como protagonistas a Juan Sabato (hijo del director), Sergio Renán, Julia von Grolman y Fernando Siro. Es el filme póstumo del actor Héctor Calcaño y fue exhibida en el Festival Internacional de Cine de Venecia de 1971.

## Sinopsis
Cinco episodios que muestran a niños en situaciones límites. Una mirada cruda de la infancia. 

## Reparto
- Juan Sabato
- Sergio Renán
- Julia von Grolman
- Fernando Siro
- Héctor Alterio
- Cipe Lincovsky
- Walter Vidarte
- Walter Santa Ana
- Elena Cruz
- Héctor Calcaño

## Comentarios
Agustín Mahieu dijo en La Opinión:

”Un film recomendable muestra a la niñez como una clase oprimida. El conjunto es una obra desigual…pero fascinante, sin duda original. La ironía, la aspereza y la sensibilidad que refleja Sabato en su visión de la infancia es probablemente su mérito mayor.”

Panorama dijo:

”Presa de vacilaciones de registro en la malla de primeros planos y planos detalle que aíslan frecuentemente al protagonista del contorno, depara una infancia abstracta, agobiada por la cámara y por las circunstancias del relato.”

Manrupe y Portela escriben:

”Irregular en lo formal, valiosa en su aproximación al mundo infantil y su problemática.”